# Giải quần vợt Úc Mở rộng 2008
Giải quần vợt Úc Mở rộng 2008 là một giải Grand Slam quần vợt tổ chức tại Melbourne, Úc từ ngày 14 đến 27 tháng 1 năm 2008.
Novak Djokovic và Maria Sharapova là 2 nhà vô địch nội dung đơn nam và nữ. Đây là lần đầu tiên kể từ giải Úc Mở rộng 2005, các nhà vô địch ở nội dung đơn nam không phải là Roger Federer hay Rafael Nadal.

## Danh sách hạt giống
| 1. Roger Federer, (Bán kết, thua Novak Đoković) 2. Rafael Nadal, (Bán kết, thua Jo-Wilfried Tsonga) 3. Novak Đoković, (Vô địch) 4. Nikolay Davydenko, (Vòng 4, thua Mikhail Youzhny) 5. David Ferrer, (Tứ kết, thua Novak Đoković) 6. Andy Roddick, (Vòng 3, thua Philipp Kohlschreiber) 7. Fernando González, (Vòng 3, thua Marin Čilić) 8. Richard Gasquet, (Vòng 4, thua Jo-Wilfried Tsonga) 9. Andy Murray, (Vòng 1, thua Jo-Wilfried Tsonga) 10. David Nalbandian, (Vòng 3, thua Juan Carlos Ferrero) 11. Tommy Robredo, (Vòng 2, thua Mardy Fish) 12. James Blake, (Tứ kết, thua Roger Federer) 13. Tomáš Berdych, (Vòng 4, thua Roger Federer) 14. Mikhail Youzhny, (Tứ kết, thua Jo-Wilfried Tsonga) 15. Bản mẫu:Country data Kypros Marcos Baghdatis, (Vòng 3, thua Lleyton Hewitt) 16. Carlos Moyà, (Vòng 1, thua Stefan Koubek) 17. Ivan Ljubičić, (Vòng 1, thua Robin Haase) 18. Juan Ignacio Chela, (Vòng 1, thua Guillermo García López) 19. Lleyton Hewitt, (Vòng 4, thua Novak Đoković) 20. Ivo Karlović, (Vòng 3, thua Mikhail Youzhny) 21. Juan Mónaco, (Vòng 3, thua Tomáš Berdych) 22. Juan Carlos Ferrero, (Vòng 4, thua David Ferrer) 23. Paul-Henri Mathieu, (Vòng 4, thua Rafael Nadal) 24. Jarkko Nieminen, (Tứ kết, thua Rafael Nadal) 25. Fernando Verdasco, (Vòng 2, thua Janko Tipsarević) 26. Stanislas Wawrinka, (Vòng 2, thua Marc Gicquel) 27. Nicolás Almagro, (Vòng 1, thua Marin Čilić) 28. Gilles Simon, (Vòng 3, thua Rafael Nadal) 29. Philipp Kohlschreiber, (Vòng 4, thua Jarkko Nieminen) 30. Radek Štěpánek, (Vòng 1, thua Vincent Spadea) 31. Igor Andreev, (Vòng 3, thua Richard Gasquet) 32. Dmitry Tursunov, (Vòng 2, thua Sam Querrey) | 1. Justine Henin, (Tứ kết, thua Maria Sharapova) 2. Svetlana Kuznetsova, (Vòng 3, thua Agnieszka Radwańska) 3. Jelena Janković, (Bán kết, thua Maria Sharapova) 4. Ana Ivanović, (Chung kết, thua Maria Sharapova) 5. Maria Sharapova (Vô địch) 6. Anna Chakvetadze, (Vòng 3, thua Maria Kirilenko) 7. Serena Williams, (Tứ kết, thua Jelena Janković) 8. Venus Williams, (Tứ kết, thua Ana Ivanović) 9. Daniela Hantuchová, (Bán kết, thua Ana Ivanović) 10. Marion Bartoli, (Vòng 1, thua Sofia Arvidsson) 11. Elena Dementieva, (Vòng 4, thua Maria Sharapova) 12. Nicole Vaidišová, (Vòng 4, thua Serena Williams) 13. Tatiana Golovin, (Vòng 2, thua Aravane Rezaï) 14. Nadia Petrova, (Vòng 4, thua Agnieszka Radwańska) 15. Patty Schnyder, (Vòng 2, thua Casey Dellacqua) 16. Dinara Safina, (Vòng 1, thua Sabine Lisicki) 17. Shahar Pe'er, (Vòng 3, thua Elena Dementieva) 18. Amélie Mauresmo, (Vòng 3, thua Casey Dellacqua) 19. Sybille Bammer, (Vòng 2, thua Hsieh Su-wei) 20. Ágnes Szávay, (Vòng 1, thua Ekaterina Makarova) 21. Alyona Bondarenko, (Vòng 2, thua Caroline Wozniacki) 22. Lucie Šafářová, (Vòng 1, thua Catalina Castaño) 23. Vera Zvonareva, (Vòng 1, thua Ai Sugiyama) 24. Li Na, (Vòng 3, thua Marta Domachowska) 25. Francesca Schiavone, (Vòng 3, thua Justine Henin) 26. Victoria Azarenka, (Vòng 3, thua Serena Williams) 27. Maria Kirilenko, (Vòng 4, thua Daniela Hantuchová) 28. Katarina Srebotnik, (Vòng 3, thua Ana Ivanović) 29. Agnieszka Radwańska, (Tứ kết, thua Daniela Hantuchová) 30. Virginie Razzano, (Vòng 3, thua Jelena Janković) 31. Sania Mirza, (Vòng 3, thua Venus Williams) 32. Julia Vakulenko, (Vòng 1, thua Elena Vesnina) |